# Álbum sin título de Rammstein
El séptimo álbum de la banda alemana de Neue Deutsche Härte Rammstein, sin título, también referido homónimamente como Rammstein (estilizado en mayúsculas) en plataformas digitales, fue lanzado al mercado el 17 de mayo de 2019 por medio de Universal Music. Publicado diez años después del lanzamiento de su último álbum de estudio; es el primero en no ser producido por Jacob Hellner, ocupando este cargo en cambio Olsen Involtini, guitarrista de Emigrate, quien es además ingeniero de sonido de Rammstein en vivo.
El álbum recibió críticas positivas de los críticos. También fue un éxito comercial, alcanzando el número uno en más de diez países. Estableció un récord de la mayor cantidad de unidades vendidas de un álbum en su primera semana en Alemania durante el siglo XXI, y fue el álbum más vendido de 2019 en Alemania, Austria y Suiza. También fue certificado doble platino por la BVMI por vender al menos 400.000 copias en Alemania. El álbum fue apoyado por los sencillos «Deutschland», «Radio» y «Ausländer», con «Deutschland» convirtiéndose en su segundo éxito número uno en Alemania y los otros dos entrando en el top 5.

## Composición
El sonido general del álbum ha sido descrito como Neue Deutsche Härte, metal industrial, y electro-industrial.
«Zeig Dich» critica a la Iglesia católica. Respaldada por poderosos riffs de guitarra, la letra exige a los líderes religiosos que «dejen de esconderse detrás de su llamado Señor». La composición también cuenta con un coro en latín y punteo con los dedos al estilo español.
«Sex» habla del sexo como algo repugnante, pero que da vida. 
«Puppe» cuenta la historia de un niño que juega con su muñeca en una habitación mientras su hermana, presuntamente menor de edad, se prostituye en la habitación contigua a la de ellos. A medida que la hermana grita, el niño se agita cada vez más hasta que comienza a morder la cabeza de la muñeca. Los versos finales sugieren que el niño finalmente se cuela en la habitación de la hermana, la encuentra siendo golpeada hasta la muerte y mata al atacante. Louder describió la instrumentación como «sintetizadores espeluznantes, guitarras tintineantes y voces vibrantes».
«Was Ich Liebe» tiene elementos de «Closer» de Nine Inch Nails y una sección de guitarra acústica que suena como "Stairway to Heaven", de Led Zeppelin.
«Diamant» es una balada suave que describe «un viaje vertiginoso a través del etapas multifacéticas de desesperación romántica».
«Weit Weg» tiene elementos de Tangerine Dream y Kosmicher Laufer y su letra describe a un hombre que observa en secreto a una mujer desnudarse a través de una ventana, y podría ser «una alegoría de la forma en que las cam girls (o, en general, las trabajadoras sexuales) se ponen en riesgo de las realidades borrosas de algunos de sus clientes que creen que sus interacciones son más de lo que son». 
«Tattoo» recuerda al thrash y al heavy metal de los 80 y principios de los 90. La letra hace referencia a los reclusos en los campos de concentración alemanes y también habla de los tatuajes como una tendencia moderna.
«Hallomann», la canción final, trata sobre un abusador sexual que atrae a una niña a su coche y la ahoga más tarde, presenta «bajos vibrantes, sintetizadores espeluznantes, riffs que patean la puerta trasera y una voz que pone la piel de gallina».

## Promoción y lanzamiento
En enero de 2019, Richard Kruspe dijo que se crearían cinco videos musicales para el álbum. Los clips teaser del primer video musical se lanzaron a fines de marzo. Estos clips presentaban imágenes del video junto con los números romanos para la fecha del 28 de marzo de 2019.  Ese día, la canción «Deutschland» fue lanzada como el sencillo principal del álbum en plataformas digitales, y su video musical de 10 minutos de duración se subió a YouTube. El sencillo también vino con un remix de Kruspe. La banda dijo que el álbum no tenía título y que se lanzaría el 17 de mayo de 2019.
El video musical fue visto 19 millones de veces en los primeros cuatro días después de su lanzamiento. «Deutschland» fue lanzado físicamente como un sencillo de CD y vinilo de 7 pulgadas el 12 de abril, con el remix actuando como cara B. La lista de canciones se reveló entre el 16 y el 19 de abril en el canal de YouTube de la banda con fragmentos de riffs de cada canción. La portada del álbum también se reveló allí el 18 de abril. El video teaser con la portada del álbum contenía tomas de plaza Kajovska de la ciudad ucraniana de Jersón. Menos de una semana después, la banda comenzó a lanzar un video musical de la canción «Radio», que fue lanzado el 26 de abril. El 26 de mayo, la banda lanzó un vídeo musical para el tercer sencillo del álbum, «Ausländer». El video fue lanzado el 28 de mayo y el sencillo fue lanzado el 31 de mayo.

## Recepción

### Críticas
El álbum recibió críticas positivas. En el sitio web de reseñas Metacritic, tiene un puntaje promedio de 82/100, basado en 11 reseñas que indican "aclamación universal".
En una crítica positiva, NME escribió: «este álbum es sin duda un triunfo rotundo».
Nick Ruskell de Kerrang! escribió, «este es un disco hecho con cuidado, artesanía, y no se permite nada que no sea así».
Wall of Sound le dio al álbum 9.5/10 declarando: «Rammstein es aparentemente la culminación de los seis álbumes de estudio anteriores, tomando las mejores partes de las últimas décadas y poniéndolo todo en un solo álbum, mientras arroja algunas sorpresas inesperadas».
Kory Grow de Rolling Stone escribió: «En algunas cosas, Rammstein ha crecido en su década de hibernación, pero en mayor parte no lo han hecho. La banda había ascendido en los noventa de "todo vale nü-metal", mezclando sintetizadores new-wave con herméticos riffs de guitarra de heavy metal y ritmos de batería disco... Con el tiempo, su sonido se volvió más pulido y más rígido (¿y por intermedio más germánico?) pero aún se aferraron a sus impulsos pueriles. “Deutschland” es la única canción de alguna consecuencia lírica sobre Rammstein — el resto se entremezcla entre lo benigno y lo letárgico. Pero como todo está en alemán, no está del todo claro cuál es cuál».
Lukas Wojcicky en su reseña de Exclaim! comentó: «Muchos creen que Untitled de Rammstein es el canto del cisne de la banda, ya que la edad de cada miembro ronda los 50 años. Teniendo en cuenta que la banda no había lanzado un álbum en diez años, un anuncio de jubilación no habría sido una sorpresa, sino tenemos un álbum final y al menos un par de años de gira para seguir. Por esta razón, este álbum es una adición bienvenida a la discografía de Rammstein y una que será cantada con el mismo fervor cuando vengan a una ciudad cerca de ti».

### Comercial
El álbum debutó en la cima de las listas de álbumes de Alemania en la fecha de lanzamiento (24 de mayo de 2019). En la primera semana en Alemania, movió 260.000 unidades equivalente a álbum, lo que lo convirtió en el álbum con mejor desempeño en la primera semana de una banda en el siglo XXI. El álbum pasó las siguientes dos semanas en el número 2 antes de volver a subir al número 1 el 14 de junio. Pasó dos semanas no consecutivas más en el número uno. El álbum también pasó un año entero dentro del top 40 de la lista, no dejándolo hasta el 12 de junio de 2020.
Por otra parte, el álbum alcanzó el puesto número 3 en la lista de álbumes del Reino Unido, vendiendo 12.130 copias y pasó tres semanas consecutivas en la cima de la lista de álbumes de rock y metal del Reino Unido. En los Estados Unidos, el álbum alcanzó el puesto número 9 en el Billboard 200, ganando 28.000 unidades equivalentes a álbum en su primera semana. 
El álbum es el primero de la banda en llegar al top 10 en los Estados Unidos. Además, encabezó la lista de álbumes de Hard Rock, el segundo álbum de Rammstein en hacerlo (anteriormente Liebe ist für alle da en 2009) y la lista de álbumes mundiales, lo que lo convierte en el primer álbum de estudio en idioma alemán en encabezar esta lista (anteriormente Rammstein: Paris, álbum en vivo, encabezó esta lista, en 2017). El 11 de julio de 2019, el álbum fue certificado 2 × Platino por la Bundesverband Musikindustrie por ventas de más de 400.000 unidades equivalentes a álbum en Alemania.

## Lista de canciones
1. «Deutschland» («Alemania») - 5:26
2. «Radio» («Radio») - 4:37
3. «Zeig Dich» («Muéstrate») - 4:16
4. «Ausländer» («Extranjero») - 3:52
5. «Sex» («Sexo») - 3:56
6. «Puppe» («Muñeca») - 4:33
7. «Was ich liebe» («Lo que amo») - 4:30
8. «Diamant» («Diamante») - 2:33
9. «Weit weg» («Muy lejos») - 4:19
10. «Tattoo» («Tatuaje») - 4:10
11. «Hallomann» («Anfitrión») - 4:09